# Johann Georg Rosenberg

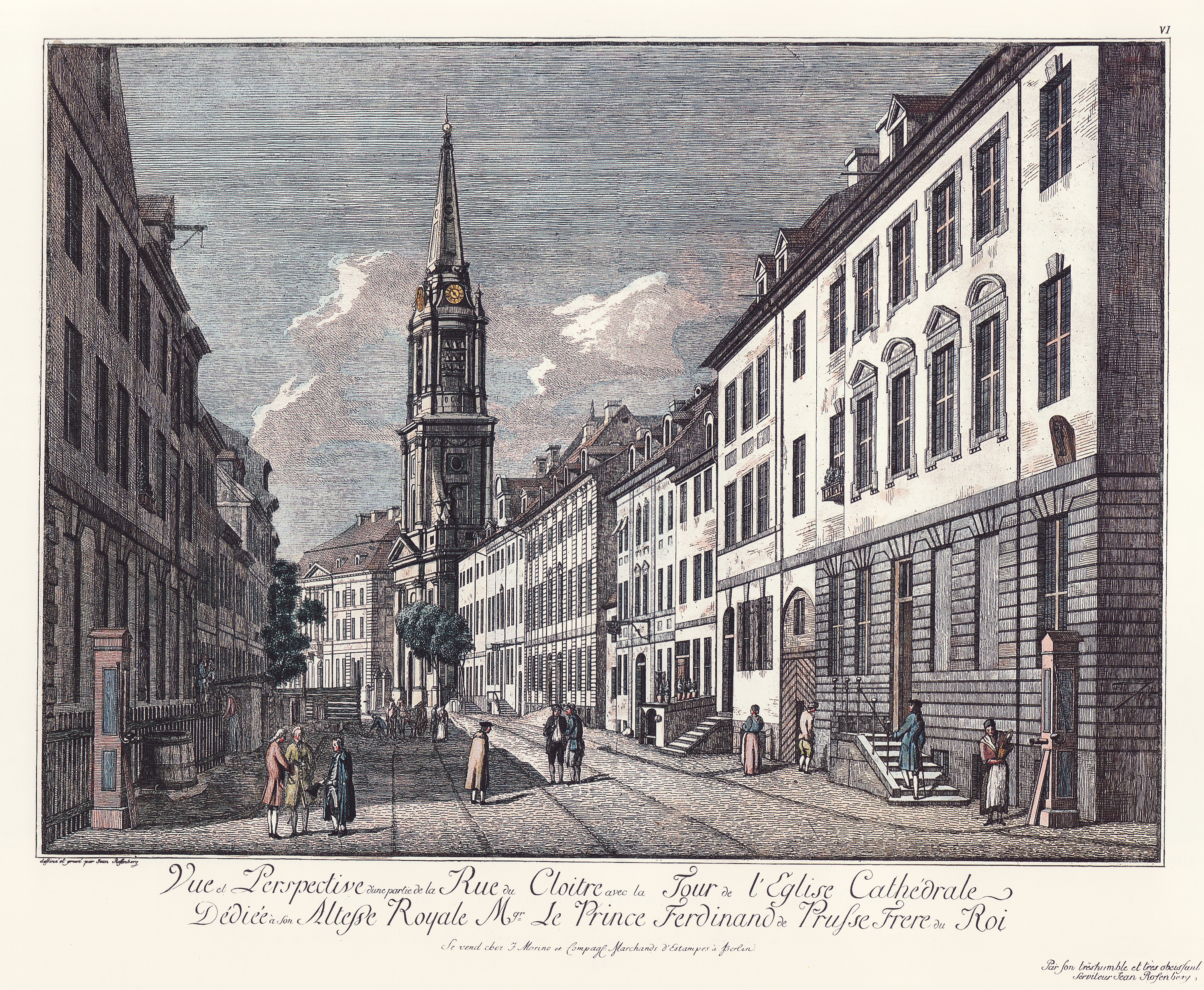
Blick in die Klosterstraße Berlin mit Parochialkirche, um 1780

Johann Georg Rosenberg, auch Jean Rosenberg (* 1739 in Berlin; † 7. September 1808 ebenda) war ein deutscher Maler, Radierer und Kupferstecher. Stadtansichten machten einen wesentlichen Teil seines Werkes aus.

## Leben
Johann Georg Rosenberg, ein Vetter von Johann Carl Wilhelm Rosenberg, war ein Schüler von Carl Friedrich Fechhelm und Bernhard Rode. 1764 und 1765 hielt er sich zur Fortsetzung seiner Ausbildung in den Niederlanden und in Frankreich auf. 1765 wurde er als Jean Rosenberg in die Pariser Académie royale aufgenommen. In der Folgezeit führte er Bühnenprospekte für die Theater in Hamburg, Danzig und Königsberg aus, und von 1770 bis 1772 war er für den herzoglichen Hof in Braunschweig tätig.
1773 kehrte Rosenberg endgültig nach Berlin zurück. Er gab die Theater- und Dekorationsmalerei auf und widmete sich der porträthaften Darstellung des Berliner Stadtbildes. So schuf er zwischen 1773 und 1785 für den Berliner Verlag Jean Morino & Co. eine Folge von zwanzig großformatigen Radierungen mit Prospekten von Berliner Straßen, Märkten und Plätzen. Die 1786 erschienenen kolorierten Blätter gelten als ein hochrangiges Werk deutscher Vedutengraphik des 18. Jahrhunderts. Sie vermitteln ein anschauliches Bild des damaligen Berlins und seiner Bürger. Außer graphischen Werken erstellte Rosenberg einige Ölbilder mit Aussichten auf Berlin.
1785 wurde er Ehrenmitglied der Preußischen Akademie der Künste.
Rosenberg gehörte zu den Berliner Künstlern, die ihre Stadtansichten nicht nur als Gemälde oder als einfache Drucke anboten, sondern die sich mit kolorierten und übermalten Drucken einen zusätzlichen Käuferkreis erschließen konnten.